# The End (American Horror Story)
"The End" es el primer episodio y estreno de la temporada de la octava temporada de la serie de televisión de antología American Horror Story. Se emitió el 12 de septiembre de 2018, en FX. El episodio fue escrito por Ryan Murphy y Brad Falchuk, y dirigido por Bradley Buecker.

## Argumento
A principios de 2020, la multimillonaria Coco St. Pierre Vanderbilt (Leslie Grossman) se peina con el Sr. Gallant (Evan Peters). Su asistente, Mallory (Billie Lourd), trae sus jugos prensados para un post de Instagram como una notificación de un misil nuclear entrante aparece en los teléfonos de todos. Coco cree que esto es un engaño, pero su padre llama desde Hong Kong para decirle que es real y que su familia tiene cuatro asientos en un jet privado. De repente, al final de la llamada, la bomba detona en Hong Kong. El caos se produce en Santa Mónica. Coco llama a su novio, Brock, (Billy Eichner) para notificarle sobre el jet privado. Coco y Mallory llegan al avión y el Sr. Gallant llega con su abuela, Evie Gallant (Joan Collins), rogando a Coco por los dos espacios adicionales. Una multitud comienza a acercarse al avión, forzando a los cuatro a despegar sin Brock. Como están en el aire, Mallory descubre que el avión no tiene piloto. La explosión nuclear golpea, destruyendo a Los Ángeles.
Mientras tanto, cuarenta minutos antes de la explosión, Timothy Campbell (Kyle Allen) recibe la noticia de su aceptación a UCLA] y celebra con su familia. Cuando las sirenas comienzan a sonar, los guardias de la Cooperativa llegan y toman por la fuerza a Timothy debido a su excepcional composición genética. Se le coloca en un bloque de espera donde se encuentra con Emily (Ash Santos).
Dos semanas después, el holocausto nuclear ha terminado efectivamente con el mundo y un invierno nuclear ha descendido. Timothy y Emily son llevados al Outpost 3, uno de los diez búnkeres de lluvia radiactiva que hay en todo el país bajo el gobierno de la Cooperativa. Wilhemina Venable (Sarah Paulson) se presenta a Timothy y Emily. Explica que en el Outpost 3 hay dos castas: "púrpuras" y "grises". Los morados son la "élite". Fueron elegidos para el Outpost 3 o comprados para entrar en él. Los grises son "hormigas obreras". Hay reglas estrictas, incluyendo no tener relaciones sexuales no autorizadas y no salir al exterior debido al riesgo de contaminación por radiación. Además, todos deben vestirse formalmente y asistir a las reuniones sociales. La casta púrpura está compuesta por Timothy, Emily, Coco, Mr. Gallant, Evie, expresentadora de talk show Dinah Stevens (Adina Porter), Andre (Jeffrey Bowyer-Chapman), y Stu (Chad James Buchanan). Mallory es una gris.
Las raciones de alimento empiezan a escasear. Venable señala que solo tienen suficiente comida para los próximos dieciocho meses. Miriam (Kathy Bates), la sádica guardiana del Outpost 3, consigue un contador Geiger y detecta rastros de radiación en el Sr. Gallant y Stu. Los dos están brutalmente descontaminados y el contador Geiger no detecta rastros de radiación en el Sr. Gallant después; sin embargo, el contador todavía detecta rastros en Stu y Miriam le dispara en la cabeza. A mitad de la cena, Andre, el exnovio de Stu, sospecha que su comida es humana y deduce que han estado comiendo a Stu. Evie está notablemente tranquila.
"The Morning After" de Maureen McGovern se reproduce en la biblioteca en repetición durante los próximos dieciocho meses. En el transcurso de estos meses, Timothy y Emily desarrollan una relación romántica. Al final de estos meses, llega un carruaje tirado por caballos que transporta a Michael Langdon (Cody Fern), quien le dice a Venable que los otros outpost han sido invadidos y que solo quedan cuatro, incluyendo el 3. Michael afirma que es su deber juzgar quién es el más apto para ser salvado verdaderamente y unirse a un puesto de avanzada "impenetrable" con un suministro de alimentos para diez años. Afuera, monstruos invisibles devoran los caballos del carruaje.

## Recepción
"The End" fue visto por 3,08 millones de personas durante su emisión original, y ganó un 1,5 por ciento de audiencia entre los adultos de 18 a 49 años. Estos resultados hacen de este episodio el estreno de temporada de menor audiencia en la historia del programa.
El episodio recibió la mayoría de las críticas positivas de la crítica, y muchos críticos lo calificaron como el mejor estreno de la serie en años. En Rotten Tomatoes, "The End" tiene un índice de aprobación del 90%, basado en 30 reseñas con una puntuación media de 8,07 sobre 10. El consenso crítico dice: "AHS regresa en forma aterradora con 'The End', un estreno malvadamente divertido - aunque desafortunadamente libre de brujas - que es un campamento de partes iguales, caos y un escenario masticable de Sarah Paulson como nadie más puede".
Ron Hogan de Den of Geek dio al episodio una crítica positiva, diciendo, "Los programas de Ryan Murphy tienden a empezar con fuerza y luego empiezan a aparecer las grietas, pero creo que con el orden de la temporada corta (10 episodios) y la premisa muy fuerte, continuará con su reciente tendencia de narración de historias estelares y no se empantanará demasiado con extraterrestres y rarezas variadas no relacionadas. Incluso si se sale de los rieles, Apocalypse se saldrá de los rieles en la entretenida moda de Murphy, con un brillante reparto para dar vida a esa inspirada rareza. Lo mejor está por llegar".
Kat Rosenfield de Entertainment Weekly le dio al episodio una A-. Disfrutó de la actuación de Paulson, llamándola "fabulosamente severa", y apreció que el episodio no utilizara los habituales tropos postapocalípticos. También elogió los trajes de los personajes, diciendo que "todo el mundo se ve fabuloso" y que el episodio hizo que "el apocalipsis se pareciera al mayor espectáculo de tributo del mundo a Prince". Brian Moylan de Vulture le dio al episodio una puntuación de 5 sobre 5, con una crítica positiva, comentando, "este fue uno de los estrenos más fuertes en la historia de American Horror Story. Añadió que se trataba de "una clara expectativa de lo que iba a ser la temporada, nos presentó a unos deliciosos personajes, tuvo un gran equilibrio entre los sustos y el campamento, y evocó un estado de ánimo claro y un estilo visual".
Matt Fowler de IGN dio al episodio un 6.4 sobre 10, con una revisión mixta. Dijo, "American Horror Story se inclinó en el campamento y la comedia, incluyendo un par de saltos en el tiempo para hacer reír, para acelerarnos a través de un episodio de montaje descarado que podría haber sido realmente perturbador y aterrador. En algún momento, la franquicia dejó de mezclar uniformemente sus elementos siniestros y sus bromas sarcásticas y ha trabajado para desfigurar un poco el espectáculo. Sin embargo, el comienzo y el final del episodio, con el éxodo de Los Ángeles y la llegada del anticristo, ayudaron a estimular las cosas".
En The A.V. Club, Molly Horan calificó el episodio de "B-", criticándolo por no ser lo suficientemente aterrador.